# Sternocleidomastoideus

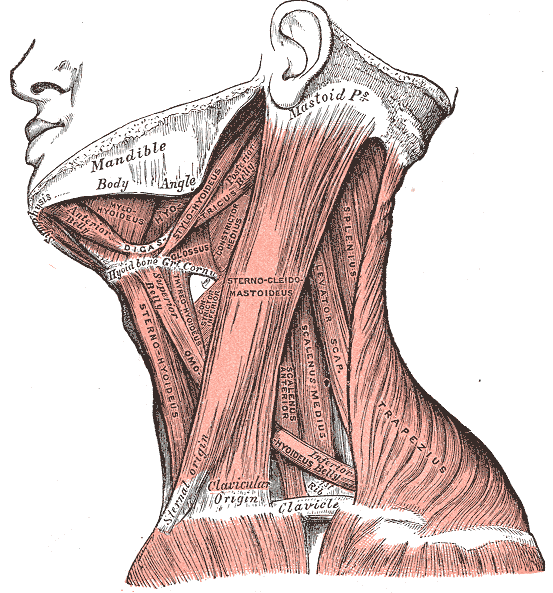
Lateral vy av halsens muskler.
Illustration: Gray's Anatomy, 1918. (PD)

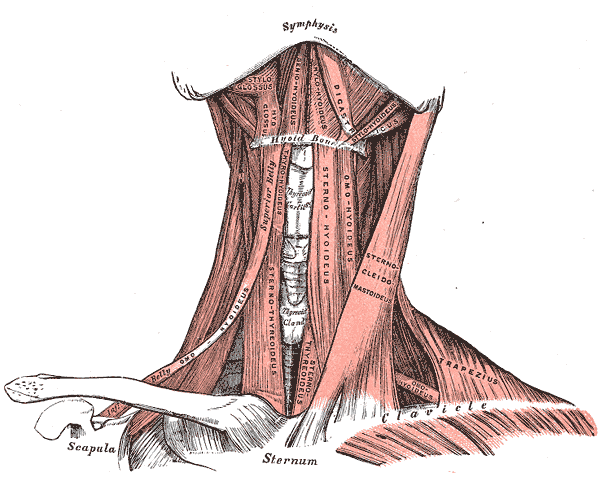
Ventral vy av halsens muskler.
Illustration: Gray's Anatomy, 1918. (PD)

Sternocleidomastoideus ("den sneda halsmuskeln") är, i människans kropp, en parig, kraftig och ytlig muskel i halsen som flekterar och roterar huvudet. 
Muskeln har fått sitt omständliga, latinska namn eftersom den har sitt ursprung med två huvuden vid bröstbenet (sternum) och nyckelbenet (clavicula eller på grekiska cleido) och sitt fäste vid mastoidutskottet (processus mastoideus) på kraniets tinningben (os temporale).
Sternocleidomastoideus innerveras tillsammans med m. trapezius av kranialnerv 11, n. accessorius (motoriskt) och med några små grenar av plexus cervicalis (sensoriskt).

## Ursprung
Muskeln har sitt ursprung i bröstbenet och nyckelbenet.
Det mediala eller sternala huvudet (caput sterni) är en rund fasciculus som fäster med sin ursprungssena på den övre delen av manubrium sternis framsida och är riktad uppåt, lateralt och bakåt. 
Det laterala eller klavikulära huvudet (caput claviculare) består av köttiga och aponeurotiska fibrer som fäster på den mediala tredjedelen av nyckelbenets övre kant och framsida och är riktad mer vertikalt uppåt.

## Fäste
Med en kraftig sena fäster sternocleidomastoideus på mastoidutskottets laterala yta och med en tunn aponeuros på nackbenet (os occipitale) på övre nacklinjens (linea nuchae superior) laterala hälft.

## Förlopp
Sternocleidomastoideus sträcker sig diagonalt över halsens laterala sida. Muskelns buk är tjock och smal men dess ändar är bredare och tunnare. Ursprunget är frontalt orienterat men fästet är snarar sagittalt vilket ger muskeln som helhet ett lätt skruvat förlopp.
De två huvudena åtskiljs av en triangulär grop, fossa supraclavicularis, för att på halsens mitt smälta samman till en tjock, rund muskel. Lateralt om det klavikulära huvudet bildas ytterligare en triangulär grop kallad fossa supraclavicularis major.

## Verkan
Var för sig flekterar musklerna huvudet åt sin sida samtidigt som huvudet roteras åt motsatt håll. 
Tillsammans flekterar de nacken och lyfter bröstbenet vid forcerad respiration. I ryggläge kan musklerna lyfta huvudet och i stående ställning kan de dra det framåt.

## Variationer
Variationer i sternocleidomastoideus ursprung är vanliga och det klavikulära huvudet är ibland inte bredare än det sternala men andra gånger upp till 7,5 centimeter brett. I det senare fallet kan det ibland vara uppdelat i flera separata band.